# Shanghai 13
Pour plus de détails, voir Fiche technique et Distribution.
Shanghai 13 (chinois : 上海灘十三太保 ; pinyin : Shang Hai tan: Shi san tai bao) est un film d'arts martiaux taïwano-hongkongais écrit et réalisé par Chang Cheh et sorti en 1984 à Hong Kong.

## Synopsis
Durant la seconde guerre sino-japonaise, le patriote Mr Gao (Chiang Ming) est mécontent des actes de traîtrise du gouvernement national réorganisé de la république de Chine, et avec le voleur Chapeau noir (Jimmy Wang Yu), il dérobe un contrat de collaboration établi par le gouvernement pour les Japonais. Il prévoit de le transférer de Shanghai à Hong Kong et de le révéler au public, dans l’espoir de dénoncer les actes anti-patriotiques du gouvernement réorganisé mais devient dès lors une cible à abattre pour le ministre de l'Intérieur du gouvernement réorganisé, Hung Xu-wu (Seung Fung).
Afin de garantir l'arrivée de Mr Gao et du contrat à Hong Kong, le magnat de Shanghai Shen Gang-fu (Chen Kuan-tai) décide d'envoyer ses hommes, les « 13 de Shanghai », le protéger durant le trajet jusqu'au quai. Néanmoins, des taupes parmi les 13 hommes trahissent Gao et Shen et rendent le parcours très incertain.

## Fiche technique
- Titre original : 上海灘十三太保
- Titre international : Shanghai 13
- Réalisation : Chang Cheh
- Scénario : Chang Cheh
- Photographie : James Wu
- Montage : Lam Sin-leung
- Musique : Wong Mau-san
- Production : Chim Sek-fan
- Société de production : Hong Kong Chang He Motion Picture et Winners' Workshop Production
- Société de distribution : Da Da Film Company
- Pays d'origine :  Hong Kong et  Taïwan
- Langue originale : mandarin
- Format : couleur
- Genre : Arts martiaux
- Durée : 86 minutes
- Dates de sortie :
  -  Hong Kong : 30 avril 1984

## Distribution
- Andy Lau : Guan Wei, l'étudiant
- Jimmy Wang Yu : Chapeau noir
- Ti Lung : le chef des docks
- Chen Kuan-tai : Shen Gang-fu
- Danny Lee : Xiao Yang, le tireur noir
- Bryan Leung : Tao Da-ye, le millionaire
- David Chiang : Ye Bu-fan, le vagabond
- Chiang Sheng : Feng Jin-bang, le fumeur
- Chi Kuan-chun : Yuan Hai, le Grand léopard
- Chan Sing (ru) : Wu Da-li, l'Aigle noir
- Lu Feng (en) : Tigre
- Wong Chung : le propriétaire de la blanchisserie
- Ricky Cheng : l'homme au poignard
- Wong Ching : Lee l'Ours
- Ga Hoi : le tricheur au casino
- Yu Chung-chiu
- Chiang Ming : Mr Gao
- Chang Feng (en) : Hung Xu-wu
- Yip Fei-yang : Wai Siu Tin
- Chu Hoi-ling : Tao Xiao-mei, la sœur cadette de Tao et l'amante de Guan
- Peter Chang : Xiao Long
- Lee Chung-yat : le jeune maître Liang Xiao-xiong
- Tsang Ming-cheong
- Wong Chi-sang
- Wong Tak-sang
- Clement Yip : Lian Sheng
- Sonny Yue
- Cheung Tai-lun
- Yau Siu-lam : Yuan Gang, le Petit élopard
- Chan Ka-hoi : Wei Xiao-tian